# کارکس نیوالیس
کارکس نیوالیس (انگلیسی: Carex nivalis) گونه‌ای از جگنیان است که اولین بار در سال ۱۸۴۵ فرانسیس بوت آنرا تشریح کرد.